# I’m Like a Bird
I’m Like a Bird – piosenka wydana w 2000 roku jako pierwszy singel, promujący debiutancki album Nelly Furtado, Whoa, Nelly! (2000).
Utwór był jedną z najbardziej popularnych piosenek końca 2000 i początku 2001 roku. Singiel z utworem dotarł do pierwszego miejsca notowania w Kanadzie. Znalazł się też na pozycji 2. listy przebojów w Australii i 5. w Wielkiej Brytanii. Za tę piosenkę Furtado uhonorowana została amerykańską nagrodą Grammy.

## Remiksy
- „I’m Like a Bird” (Junior’s Earth Anthem) 10:21
- „I’m Like a Bird” (Gavo’s Martini Bar Mix) 6:56
- „I’m Like a Bird” (Digital Cutup Lounge Remix) (vs. Asha Bhonsle) 5:33
- „I’m Like a Bird” (LP Version) 4:03
- „I’m Like a Bird” (Radio Edit) 3:40